# لیگ فوتبال استان کرمانشاه
لیگ فوتبال استان کرمانشاه بالاترین سطح فوتبال در استان کرمانشاه است که در ششمین سطح از فوتبال ایران و بعد از لیگ دسته چهارم فوتبال ایران قرار دارد. قهرمان این جام به مسابقات کشوری لیگ دسته چهارم فوتبال ایران راه می‌یابد و جواز حضور در جام حذفی را کسب می‌کند.
این مسابقات بخشی از برنامه ویژن آسیا است.

## نحوه برگزاری
قهرمان لیگ به لیگ دسته چهارم فوتبال ایران صعود می‌کنداین مسابقات هر سال توسط هیئت فوتبال استان کرمانشاه برگزار می‌شود.

## فصل ۱۴۰۳-۱۴۰۴
تیم‌های حاضر
- شهدای بازی دراز
- ستارگان دالاهو
- عقاب زاگرس ایرانیان
- پاسارگاد کرمانشاه
- آران ثلاث و باباجانی
- آریان جوانرود
- هاکان کرمانشاه
- پدیده صحنه
- اتحاد روانسر
- آریان کنگاور
- کیامهر کرمانشاه
- پشتیوان پاوه
- ستارگان سلیمی کرمانشاه
- حمید اسلام آباد غرب
- هما روانسر
- آراکو کرمانشاه
- عقاب زاگرس